# Liste des agglomérations d'Océanie
 (novembre 2021).
Cet article présente la liste des agglomérations les plus peuplées d'Océanie selon le site populationdata.net

## Liste des 20 agglomérations les plus peuplées d'Océanie
|    | Agglomération  | Population | Année  | Pays                      |
| -- | -------------- | ---------- | ------ | ------------------------- |
| 1  | Sydney         | 4 840 628  | (2015) | Australie                 |
| 2  | Melbourne      | 4 440 328  | (2015) | Australie                 |
| 3  | Brisbane       | 2 274 560  | (2014) | Australie                 |
| 4  | Perth          | 2 021 203  | (2015) | Australie                 |
| 5  | Auckland       | 1 415 550  | (2015) | Nouvelle-Zélande          |
| 6  | Adélaïde       | 1 304 631  | (2014) | Australie                 |
| 7  | Gold Coast     | 614 379    | (2015) | Australie                 |
| 8  | Newcastle      | 430 755    | (2015) | Australie                 |
| 9  | Canberra       | 422 510    | (2015) | Australie                 |
| 10 | Wellington     | 381 096    | (2015) | Nouvelle-Zélande          |
| 11 | Christchurch   | 341 472    | (2015) | Nouvelle-Zélande          |
| 12 | Port Moresby   | 340 488    | (2014) | Papouasie-Nouvelle-Guinée |
| 13 | Central Coast  | 331 007    | (2015) | Australie                 |
| 14 | Sunshine Coast | 297 380    | (2015) | Australie                 |
| 15 | Wollongong     | 289 236    | (2015) | Australie                 |
| 16 | Geelong        | 268 756    | (2015) | Australie                 |
| 17 | Suva           | 251 995    | (2009) | Fidji                     |
| 18 | Townsville     | 236 629    | (2015) | Australie                 |
| 19 | Hobart         | 219 243    | (2015) | Australie                 |
| 20 | Nouméa         | 179 509    | (2014) | Nouvelle-Calédonie        |